# ワレニウス・ウィルヘルムセン
ワレニウス・ウィルヘルムセン・ラインズ（Wallenius Wilhelmsen Lines）はスウェーデン／ノルウェーに本拠を置く海運会社。

## 概要
1999年7月1日、スウェーデンのワレニウス・ラインズとノルウェーのウィルヘルムセン・ラインズが合併して新たにワレニウス・ウィルヘルムセン・ラインズとして発足した。
オスロとストックホルムに本社機能を置き、ニューヨーク、東京、シドニーに主な海外拠点を持つ。世界各地に9,400人の従業員を抱える多国籍企業である。
車両貨物や重機械の輸送に強みを持ち、特に自動車運搬船（自動車専用船）部門では年間取扱量が海上輸送では450万台、陸上輸送では25万台にのぼるなど、世界最大級。